# Nationaal park Sierra de las Nieves
Het Nationaal park Sierra de Las Nieves (Spaans:Parque Nacional de la Sierra de las Nieves) is een nationaal park in de provincie Málaga in Andalusië. Het gebied werd in 1989 al door het parlement van Andalusië tot natuurpark (parque natural) verklaard. In 1995 werd het toegevoegd aan de lijst van biosfeerreservaten van de UNESCO. Het bevindt zich tussen de gemeenten Ronda, El Burgo, Yunquera, Tolox en Parauta. De hoogste bergtop is de Torrecilla (1919 m). In 2019 zou het gebied uitgeroepen worden tot zestiende nationaal park van Spanje, maar de erkenning als nationaal park heeft vertraging opgelopen. Op 1 juli 2021 werd het gebied definitief tot nationaal park verklaard  . Het nationaal park beslaat 23000 hectare (en is dus kleiner dan het vroegere natuurpark) in de gemeentes Benahavis, El Burgo, Istán, Monda, Parauta, Ronda, Tolox en Yunquera .
Het park is vooral bekend om de bossen van Spaanse zilverspar; 65 procent van de totale zilversparbossenoppervlakte in Spanje komt in de Sierra de Las Nieves voor. Verder zijn er heel wat grotten (Hoyos del Pilar, Hoyos de Lifa, Cuevas del Moro). In het nationaal park leven onder andere de steenarend en de havikarend. 
Hoewel het park enkele tientallen kilometers verwijderd is van de Costa del Sol, is er door de hoge ligging kans op sneeuw. Het park wordt ontsloten door onverharde wegen. Er zijn goede wandelmogelijkheden.

## Afbeeldingen

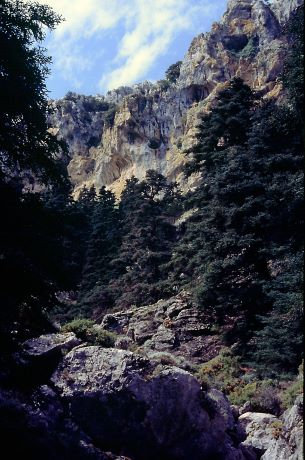
Kloof met begroeiing van Spaanse zilverspar
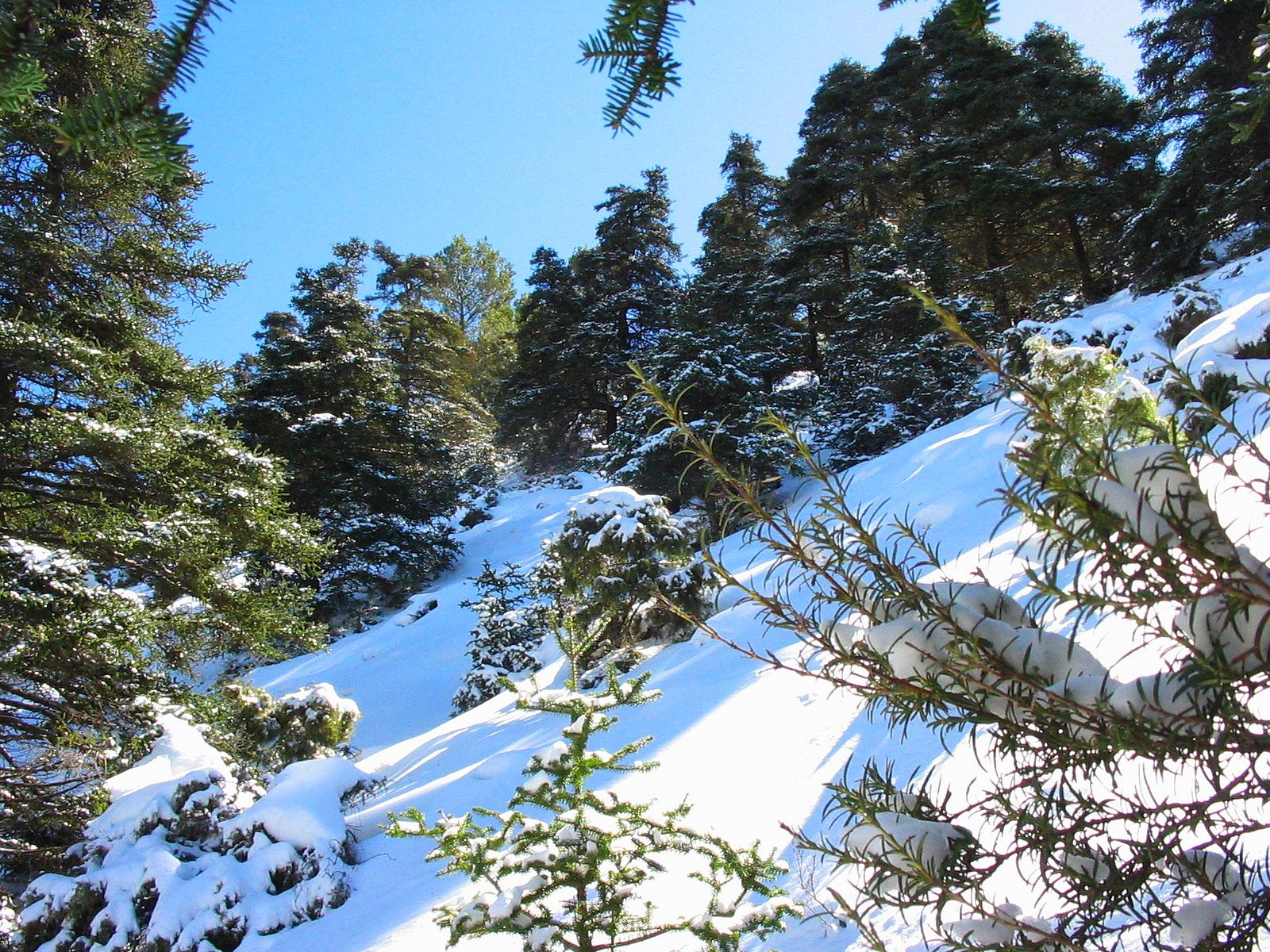
Spaanse zilverspar
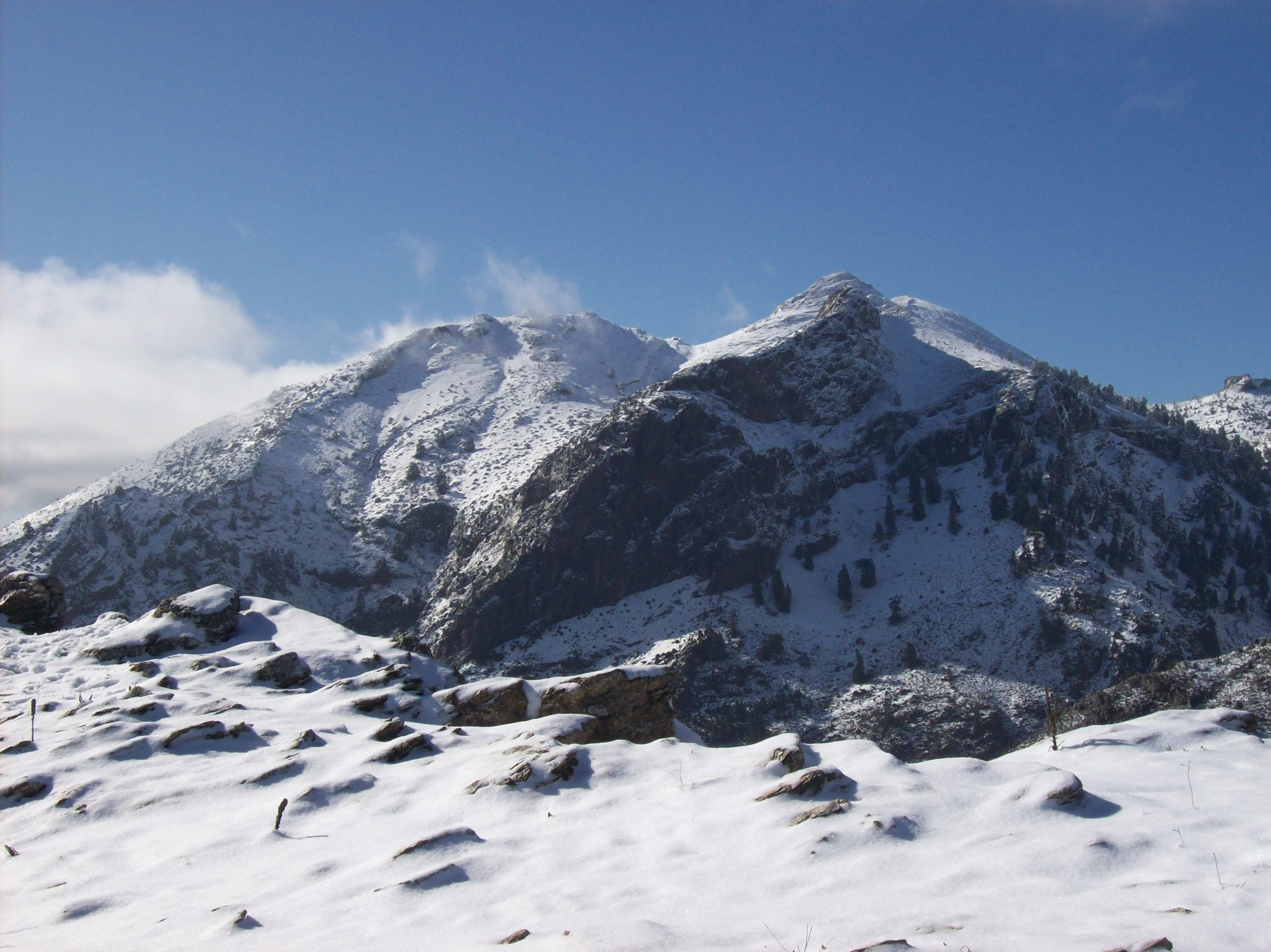
Pico Torrecilla (1919 m)
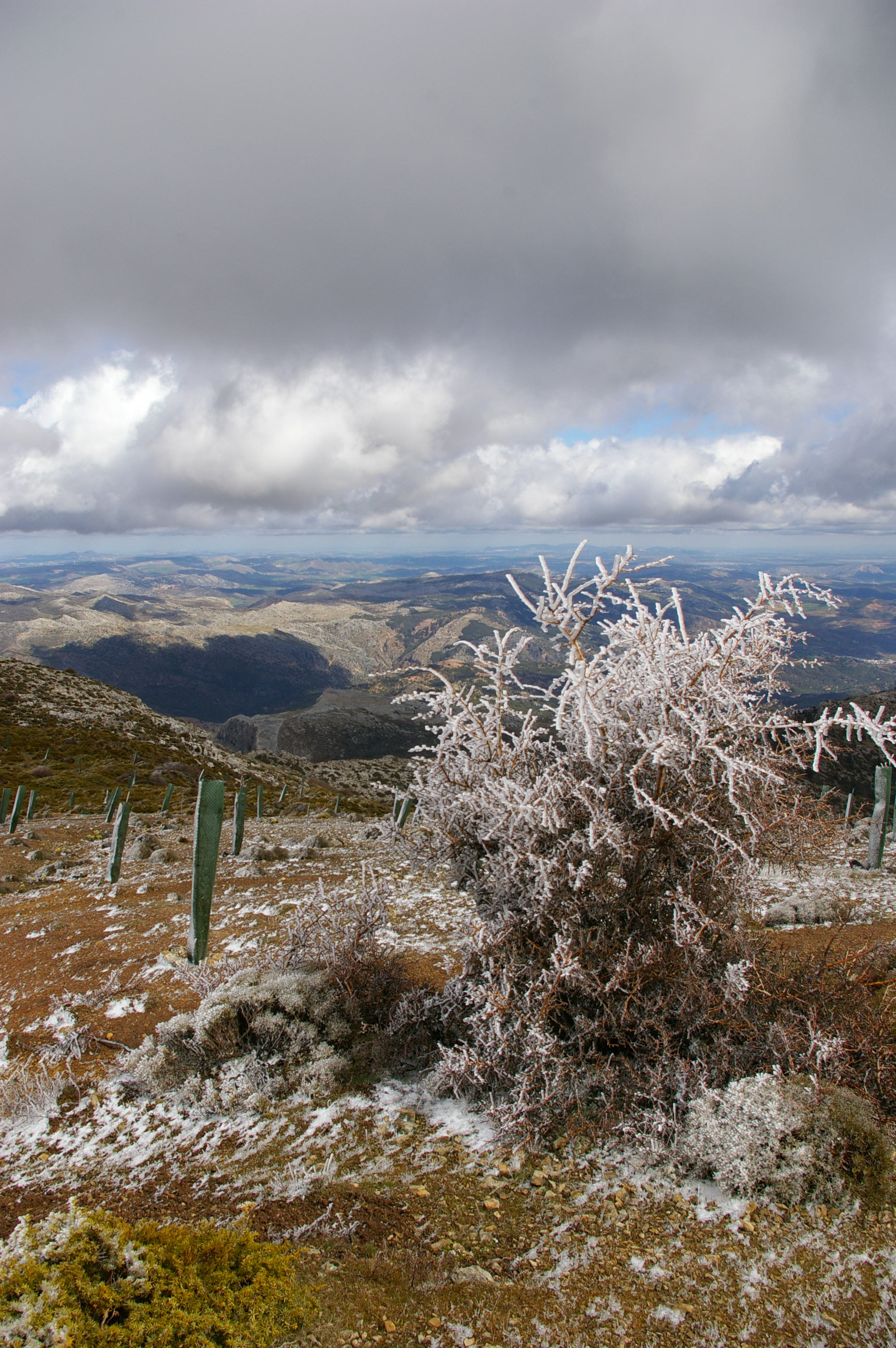
In de omgeving van Penon de Los Enamorados (bij Yunquera)
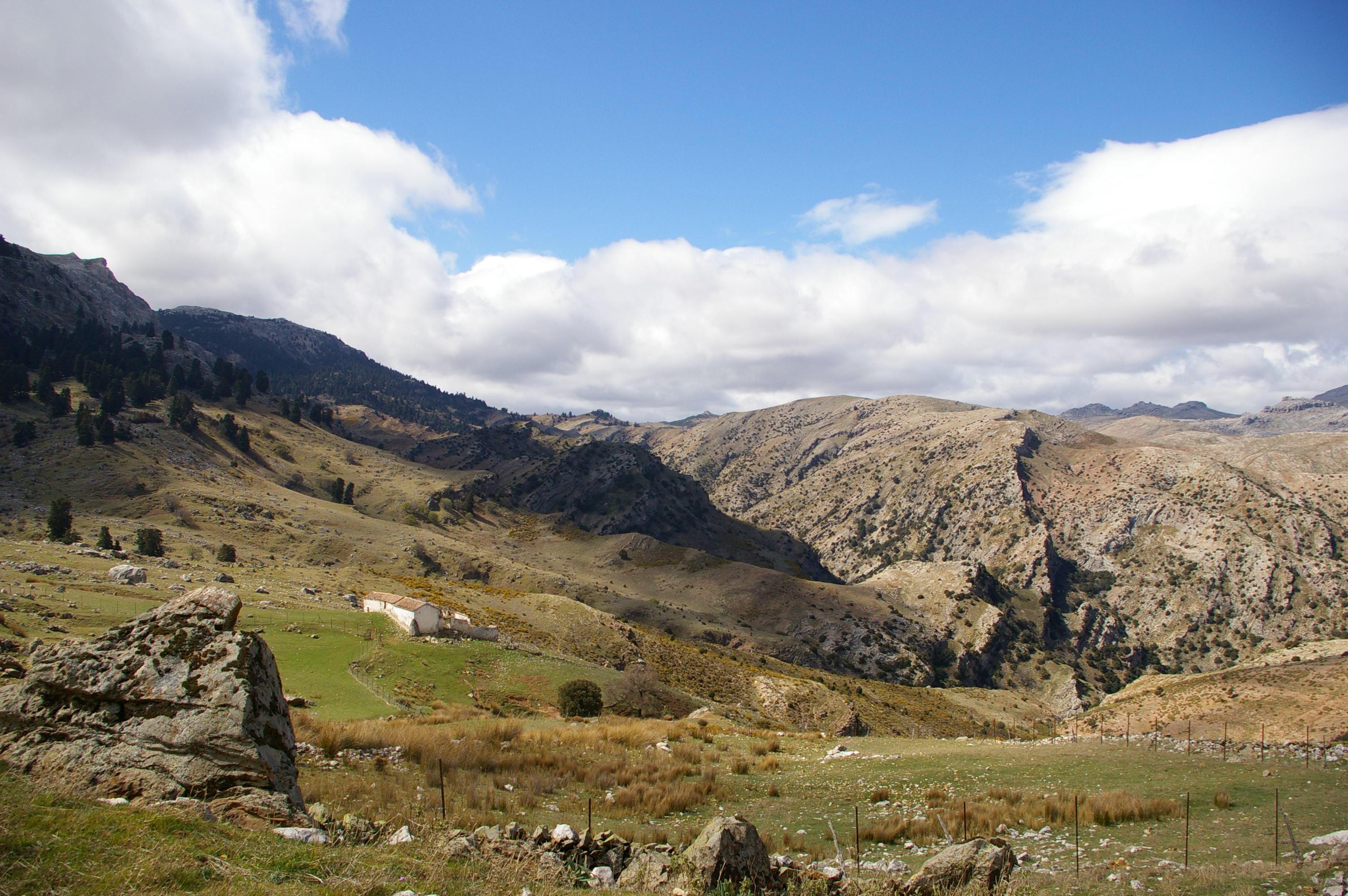
In de omgeving van Penon de Rona (ten zuiden van El Burgo)
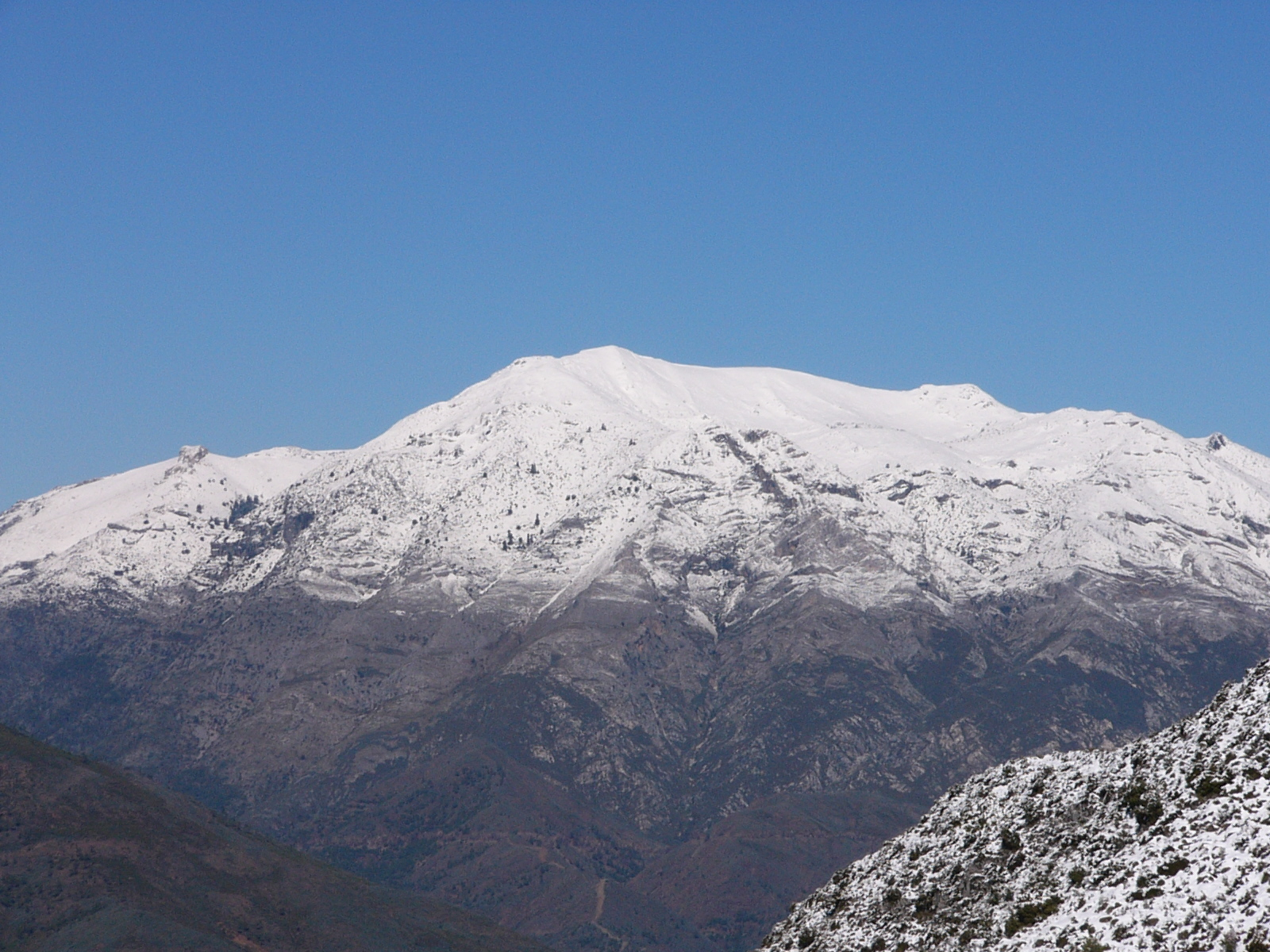
Pico Torrecilla (1919 m)
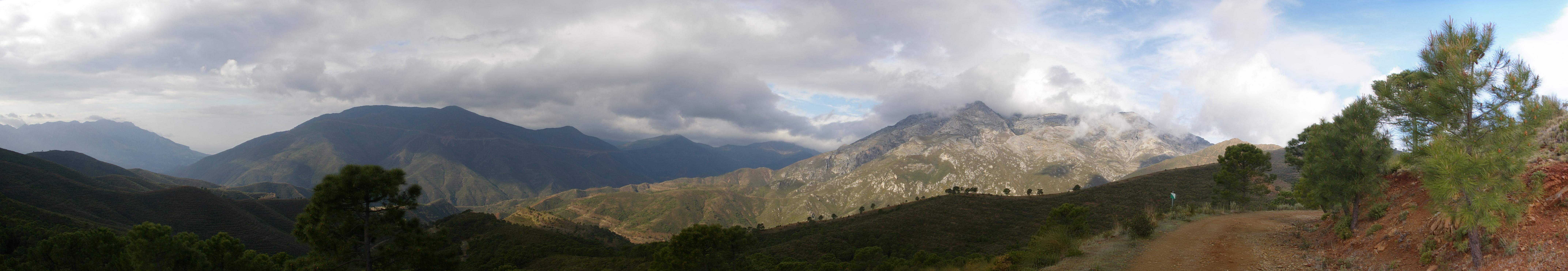
Ten oosten van Tolox